# La Concorde
|  | No s'ha de confondre amb Plaça de la Concorde. |

La Concorde és l'himne nacional de Gabon. Va ser escrit i compost per Georges Aleka Damas, adoptat des de la independència el 1960.

## Text en francès
Cor
Uni dans la Concorde et la fraternité
Eveille toi Gabon, une aurore se lève,
Encourage l'ardeur qui vibre et nous soulève!
C'est enfin notre essor vers la félicité.
C'est enfin notre essor vers la félicité.
Eblouissant et fier, le jour sublime monte
Pourchassant à jamais l'injustice et la honte.
Qu'il monte, monte encore et calme nos alarmes,
Qu'il prône la vertu et repousse les armes.
Cor
Oui que le temps heureux rêvé par nos ancêtres
Arrive enfin chez nous, rejouisse les êtres,
Et chasse les sorciers, ces perfides trompeurs.
Qui semaient le poison et répandaient la peur.
Cor
Afin qu'aux yeux du monde et des nations amies
Le Gabon immortel reste digne d'envie,
Oublion nos querelles, emsemble bâtissons
L'édifice nouveau auquel tous nous rêvons.
Cor
Des bords de l'Ocean au cœur de la forêt,
Demeurons vigilants, sans faiblesse et sans haine!
Autour de ce drapeau, qui vers l'honneur nous mène,
Saluons la Patrie et chantons sans arrêt!